# Desmodium neurocarpum
Desmodium neurocarpum är en ärtväxtart som beskrevs av George Bentham. Desmodium neurocarpum ingår i släktet Desmodium och familjen ärtväxter. Utöver nominatformen finns också underarten D. n. neurocarpum.